# 82nd Airborne Division (Vereinigte Staaten)

Schulterabzeichen der 82nd Airborne Division

Die 82nd Airborne Division (deutsch 82. US-Luftlandedivision), genannt All American oder America’s Guard of Honor, ist die erste Luftlandedivision der United States Army und mit etwa 14.000 Soldaten der größte Luftlandeverband der Welt.
Die seit dessen Aufstellung 1944 zum XVIII Airborne Corps gehörende Division ist seit 1942 in Fort Bragg in North Carolina, stationiert und hat den Auftrag, innerhalb von 18 Stunden nach Alarmierung an jedem Ort der Welt gefechtsbereit zu sein.
Sie zeichnete sich im Zweiten Weltkrieg besonders bei der Landung in der Normandie, der Operation Market Garden, der Operation Varsity und der Schlacht in den Ardennen aus. Einheiten der Division kämpften im Vietnamkrieg und in der Karibik, sie waren 1991 an der Befreiung Kuwaits beteiligt, dienten im Kosovo und in Afghanistan und nahmen im Jahre 2003 an der Eroberung des Irak (Operation Iraqi Freedom) teil.

## Geschichte

### Aufstellung, Stärke und Ausrüstung
Die 82. Luftlandedivision wurde durch einen Erlass des US-Kriegsministeriums vom 25. August 1917 begründet und in Camp Gordon, Atlanta, Georgia, ursprünglich als 82. Infanteriedivision (82nd Infantry Division), aufgestellt. Sie bestand aus dem Divisionsstab, zwei Infanteriebrigaden (163. und 164.) und der 157. Feldartilleriebrigade, ausgerüstet mit 48 75-mm-Kanonen, 24 155-mm-Haubitzen und 12 6-Zoll-Mörsern. Zu den Divisionstruppen gehörten das 319. Maschinengewehrbataillon, das 307. Pionierregiment, das 307. Feldnachrichtenbataillon und die Versorgungseinheiten. Personalstärke und Zugehörigkeiten wechselten während des Ersten Weltkrieges mehrfach. Die genehmigte Maximalstärke der Division waren 991 Offiziere und 27.114 Unteroffiziere und Mannschaften.
Der Großteil der Offiziere stammte aus Georgia, Alabama und Florida, die meisten Soldaten aus Georgia, Alabama und Tennessee. Am 10. Oktober wurden die meisten Soldaten zu anderen Divisionen versetzt und der Personalbestand der 82. Division mit neu eingezogenen Soldaten aus den Camps Devens, Upton, Dix, Meade und Lee aufgefüllt. Sie hatte nun Soldaten aus allen damaligen 48 US-Bundesstaaten, vor allem aber von den östlichen Staaten, und wurde daher „All American Division“ genannt. Bis heute tragen die Soldaten das „AA“ als Abzeichen an der Uniform. Berühmte Angehörige der Division waren Sergeant Alvin C. York und die Divisionskommandeure Matthew B. Ridgway und James M. Gavin.

### Erster Weltkrieg
Im Frühjahr 1918 wurde die Division nach Frankreich in Marsch gesetzt, wo sie nach kurzem Zwischenaufenthalt in England im Laufe des Monats Juni ankamen, nur die Artillerie landete direkt in Frankreich. Alle Einheiten, außer der Artillerie, den Pionieren und den Fernmeldern, hatten als Bestimmungsort den Raum Escarbotin, wo sie zusammen mit britischen Einheiten ausgebildet und eingewiesen wurden. Die Artillerie hatte ihren Standort in La Courtine.
Nachdem sie bis zum 15. Juni zusammen mit der britischen 66. Division ausgebildet worden war, verließ die Division am 16. Juni Escarbotin und besetzte den Sektor Toul, Lothringen, auf dem Gebiet der französischen 8. Armee, den sie bis zum 9. August hielt, als sie von der 89. Division abgelöst wurde. Danach übernahm sie am 19. den Sektor Marbache, beiderseits der Mosel zwischen Nancy und Pont-à-Mousson, bis sie am 20. September von der französischen 69. Division abgelöst wurde. Marbache war ein ruhiger Frontabschnitt, außer während der Saint-Mihiel-Offensive (12. bis 15. September 1918), bei der die 82. zwar durch mehrere Angriffe großen Druck auf die deutsche linke Flanke ausübte, aber keine dauerhaften Geländegewinne erzielen konnte.
Danach wurde die Division am 24. September in den Raum Thiaucourt, westlich Verdun, verlegt und nahm ab 6. Oktober beim I. Corps (Generalmajor Dickman) im Raum nördlich von Varennes-en-Argonne an der Maas-Argonnen-Offensive teil.
Man löste Teile der 28. Division ab, welche die Frontlinie südlich von Fléville bis zum Ostufer der Aire hielt. Am 7. Oktober griff die 82. Division ohne die 163. Infanterie-Brigade den nordöstlichen Rand des Argonnen-Waldes in Richtung Cornay an und besetzte die Hohen 180 und 223. Am nächsten Tag drangen Teile des rechten Flügels in Cornay ein während links der Südosthang der Anhöhe nordwestlich von Chatel-Chéhéry erreicht wurde. Am 9. Oktober rückte ihre linke Flanke bis zu einer Linie südlich zum Rau de la Louvière vor. Am 10. Oktober löste man die 1. Division ab und besetzte die Linie nördlich von Fléville bis zur neuen Korpsgrenze des I. Corps, die durch Sommerance führte. Die Truppen griffen bei Cornay an, am 11. Oktober besetzte der rechte Flügel der Division Sommerance und die Anhöhe nördlich von La Rance, während der linke Flügel auf die Eisenbahnlinie südlich der Aire vorrückte. Die Division brach danach in die Hindenburg-Linie ein und erreichte eine Linie nördlich der Straße von St-Georges nach St-Juvin. Am 18. Oktober entlastete die Division Teile der 78. Division bei Marcq und Champigneulle und rückte drei Tage später zum Ravin aux Pierres vor. Am 31. Oktober wurde die 82. Division aus der Front gezogen und im Argonner Wald bei Champ-Mahaut versammelt. Am 2. November konzentrierte sich die Division in der Nähe von Lachalade und Les Islettes und zog am 4. November nach Vaucouleurs zurück. Am 10. November zog sie in das Trainingscamp in Bourmont, wo die Truppen bis zum Waffenstillstand vom 11. November verblieben.
Die Division verließ im April 1919 das Festland in Bordeaux per Schiff und kehrte nach New York zurück. Nach ihrer Rückkehr in die Vereinigten Staaten wurde der Stab der 82. Infanteriedivision am 27. Mai 1919 in Camp Upton aufgelöst. Die 82. Division hatte im Krieg 7 500 Tote und Verwundete, davon 169 Kriegsgefangene. 34 ihrer Soldaten waren mit dem neu geschaffenen Distinguished Service Cross ausgezeichnet worden. Seit ihrem Einsatz in Frankreich trägt die Division die französische Lilie (Fleur-de-Lis) in ihrem Wappen.
Nach ihrer Rückkehr in die Vereinigten Staaten wurde der Stab der 82. Infanteriedivision am 27. Mai 1919 in Camp Upton, New York, aufgelöst. Die 164. und die 163. Infanteriebrigade waren schon am 25. bzw. 26. Mai in Camp Mills, New Jersey, und die 157. Feldartilleriebrigade am 23. Mai in Fort Upton aufgelöst worden.

### Zweiter Weltkrieg
Am 25. März 1942 wurde die Division in Camp Claiborne, Louisiana, unter dem Kommando von Major General Omar N. Bradley neu aufgestellt und später zur ersten Luftlandedivision der US Army umgegliedert. Am 15. August 1942 erhielt sie den Namen 82nd Airborne Division und wurde nach Fort Bragg in North Carolina verlegt, wo sie bis heute stationiert ist. Neuer Kommandeur wurde der bisherige stellvertretende Kommandeur (Assisting Division Commander) Major General Matthew B. Ridgway.
Aus einem Teil der 82. Division wurde am 16. August 1942 in Camp Claiborne die 101st Airborne Division, Beiname Screaming Eagles, aufgestellt, die im Oktober nach Fort Bragg verlegt wurde.

#### Operation Husky

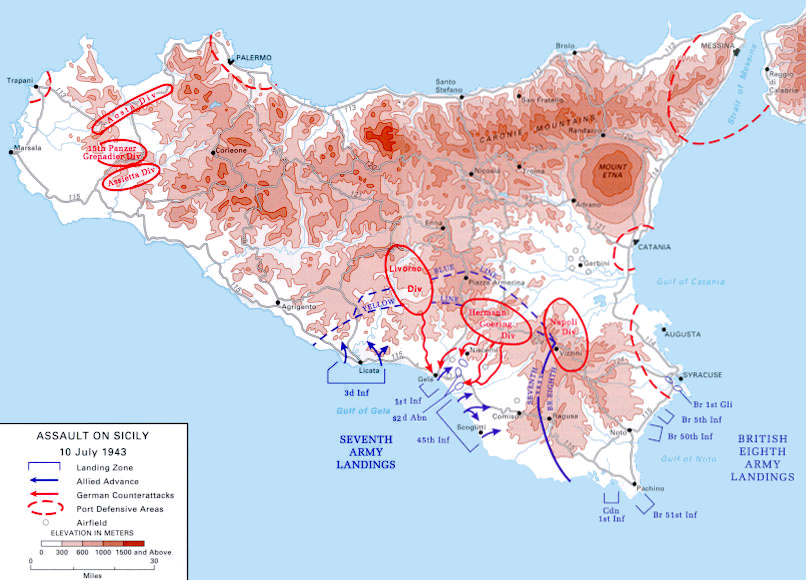
Karte der alliierten Landungen auf Sizilien 1943, grün umrandet die 82. Division

Der erste Kampfeinsatz von Einheiten der 82. Division fand im Rahmen der alliierten Landung auf Sizilien (Operation Husky) statt. Die Division war hierzu dem US Provisional Corps (MG Geoffrey Keyes) unterstellt, das zu General Pattons 7. Armee gehörte. Das 505. Fallschirmjägerregiment (505th Parachute Infantry Regiment, PIR) unter dem Kommando von Col. James M. Gavin und das 3. Bataillon des 504. PIR, insgesamt etwa 3.400 Mann, wurden in der Nacht vom 9. auf den 10. Juli 1943 in der Nähe des Flugplatzes Ponte Oliveto, bei Gela, abgesetzt. Da starker Wind einige Flugzeuge vom Kurs abgebracht hatte und sich viele der noch unerfahrenen Piloten wegen des komplizierten Flugplans in der Dunkelheit verflogen hatten, wurde das Regiment weit verstreut. Nur etwa die Hälfte der Soldaten erreichten ihren Sammelpunkt – Gavin selbst landete 25 Meilen südöstlich seiner geplanten drop zone – und konnten daher die ihnen zugedachte Aufgabe eines Puffers vor dem Brückenkopf der 1. US-Infanteriedivision nur eingeschränkt wahrnehmen. Diese Absetzung des 505. Fallschirmjägerregiments auf Sizilien war die erste Kampf-Luftlandung in Regimentsstärke, die die United States Army je durchgeführt hat.
Die restlichen Teile des 504. Regiments (Col. Reuben H. Tucker) wurden am 11. Juli über Gela abgesetzt. Sie erlitten dabei schwere Verluste durch feindliches und freundliches Flugabwehrfeuer, da die Flugzeuge des Regiments für feindliche Flugzeuge gehalten wurden. 23 Flugzeuge wurden abgeschossen und das Regiment weit verstreut. Trotzdem wurde es am nächsten Tag zur Verstärkung der 39. US-Infanteriedivision an die Front befördert. Nachdem sie am 18. Juli die Kreuzungen von Fiume delle Canno gesichert hatten, rückten sie entlang der Küstenstraße vor und besetzten am 23. Juli den Raum Marsala-Trapani an der Westküste Siziliens.
Das der 82. Division zusätzlich unterstellte selbständige 509. Fallschirmjägerbataillon blieb als Divisionsreserve in Nordafrika und nahm nicht an den Kämpfen teil.

#### Operation Avalanche
Nach der unerwartet erfolgreichen Besetzung Siziliens nahm die 82. Division am Angriff auf das italienische Festland im Golf von Salerno (Operation Avalanche) teil, wo in der Nacht vom 13. auf den 14. September 1300 Fallschirmjäger über dem alliierten Brückenkopf und in der folgenden Nacht noch einmal 2100 über dem Strandabschnitt südlich von Salerno absprangen und so dazu beitrugen, die prekäre Situation General Clarks und seiner 5. Armee abzuwenden. Am 1. Oktober erreichten die Soldaten der 82. Division, verstärkt durch Darbys Ranger, die Stadt Neapel.

#### Operation Neptune/Overlord
Im November 1943 wurde der größte Teil der Division nach England verlegt, um sich auf die Operation Overlord vorzubereiten. Das 504. Fallschirmjägerregiment war zuvor freigestellt worden und nahm am 22. Januar 1944 am Angriff auf Anzio teil. Bei dieser Operation erwarben sie sich den Beinamen Devils in Baggy Pants, der auf den Eintrag eines deutschen Offiziers in seinem Bericht zurückgeht.
In der Nacht vom 5. auf den 6. Juni 1944 setzten US-amerikanische Flugzeuge im Rahmen der Operation Neptune Hunderte von Fallschirmjägern der 82nd Airborne Division über Sainte-Mère-Église und Saint-Sauveur-le-Vicomte ab. Der Truppe gelang es, Sainte-Mère-Eglise sowie die La-Fière-Brücke einzunehmen.

#### Operation Market Garden
Im September 1944 nahm die Division an der Luftlandeoperation „Market“ als Teil der Operation Market Garden teil. Die 82. Division landete in der Nähe von Nimwegen in den Niederlanden mit dem Ziel, die Brücken über die Maas und Waal einzunehmen, um das ungehinderte Vorrücken des XXX. Corps nach Arnheim zu ermöglichen. Es gelang der Division nicht, die Waalbrücke in Nimwegen einzunehmen. Dies trug zum Scheitern der Operation Market Garden bei. Während dieser Operation überquerte eine Einheit der 82. Division die Grenze zu Deutschland. Dies war, soweit bekannt, die erste Überquerung der deutschen Grenze durch alliierte Truppen seit 1940.

#### Besatzungszeit
Nach der bedingungslosen Kapitulation der deutschen Streitkräfte im Mai 1945 wurde die Division nach Berlin beordert und diente dort als Besatzungstruppe. General Patton war von ihren Leistungen als Ehrengarde so beeindruckt, dass er sagte: „In all my years in the Army and all the honor guards I have ever seen, the 82nd’s honor guard is undoubtedly the best.“ (dt.: In all meinen Jahren in der Armee und bei allen Ehrengarden, die ich je gesehen habe, ist die Ehrengarde der 82. zweifellos die beste.) Seitdem trägt die 82. Division neben ihrem Beinamen All American auch den Ehrentitel „America’s Guard of Honor“.

### Nachkriegszeit

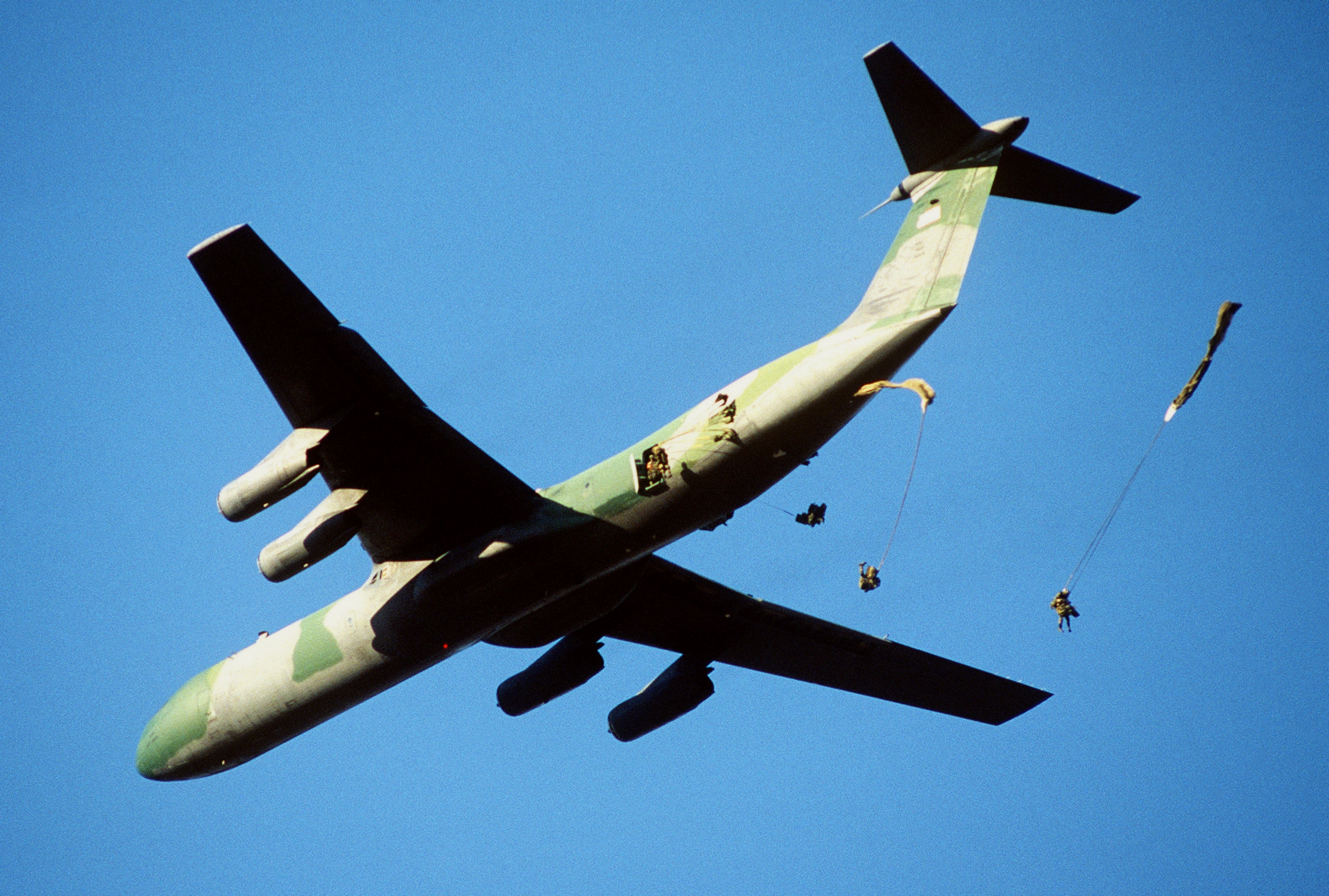
82nd Airborne springen 1988 aus einer C-141B über Honduras ab

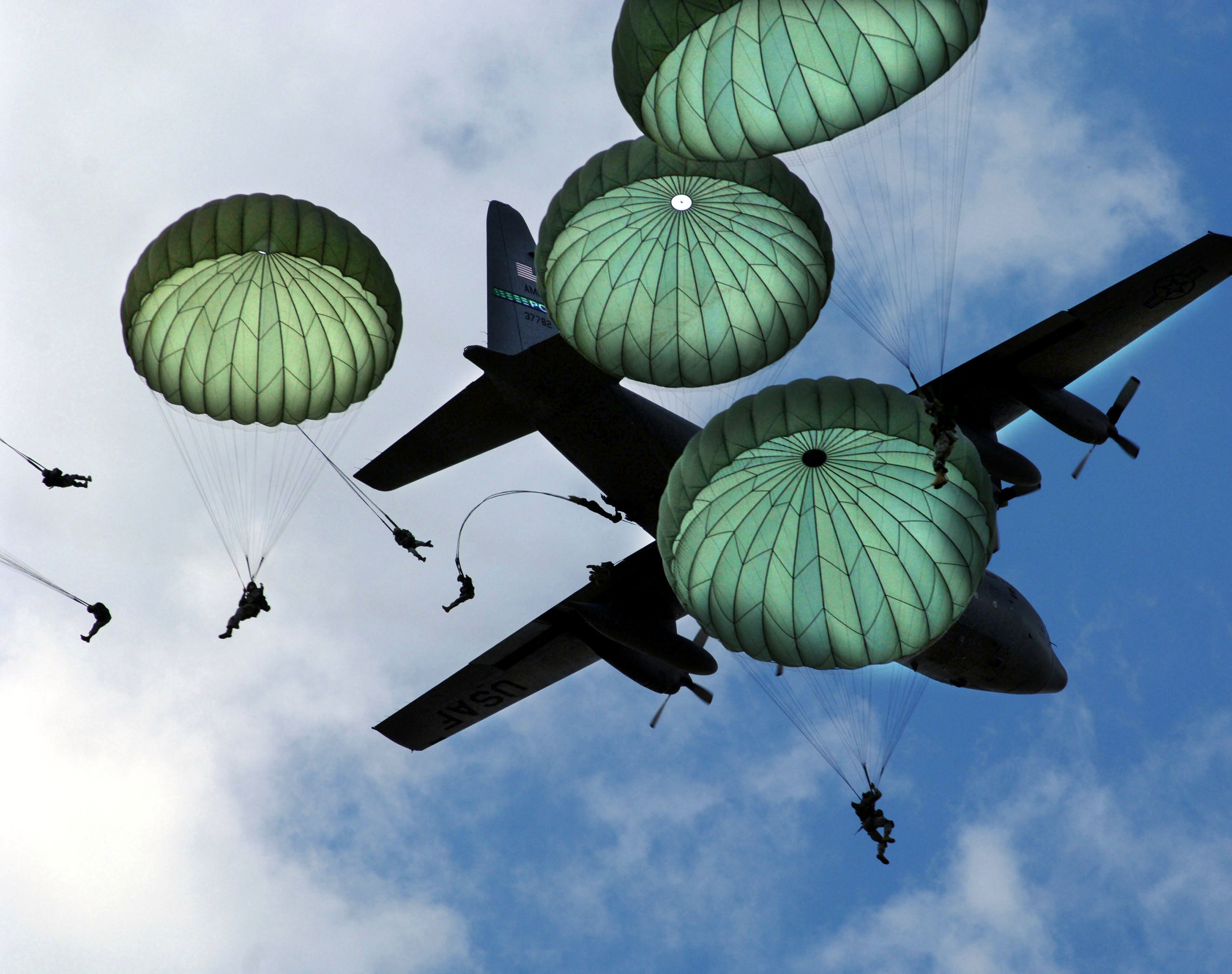
Fallschirmspringer der 82. US-Luftlandedivision

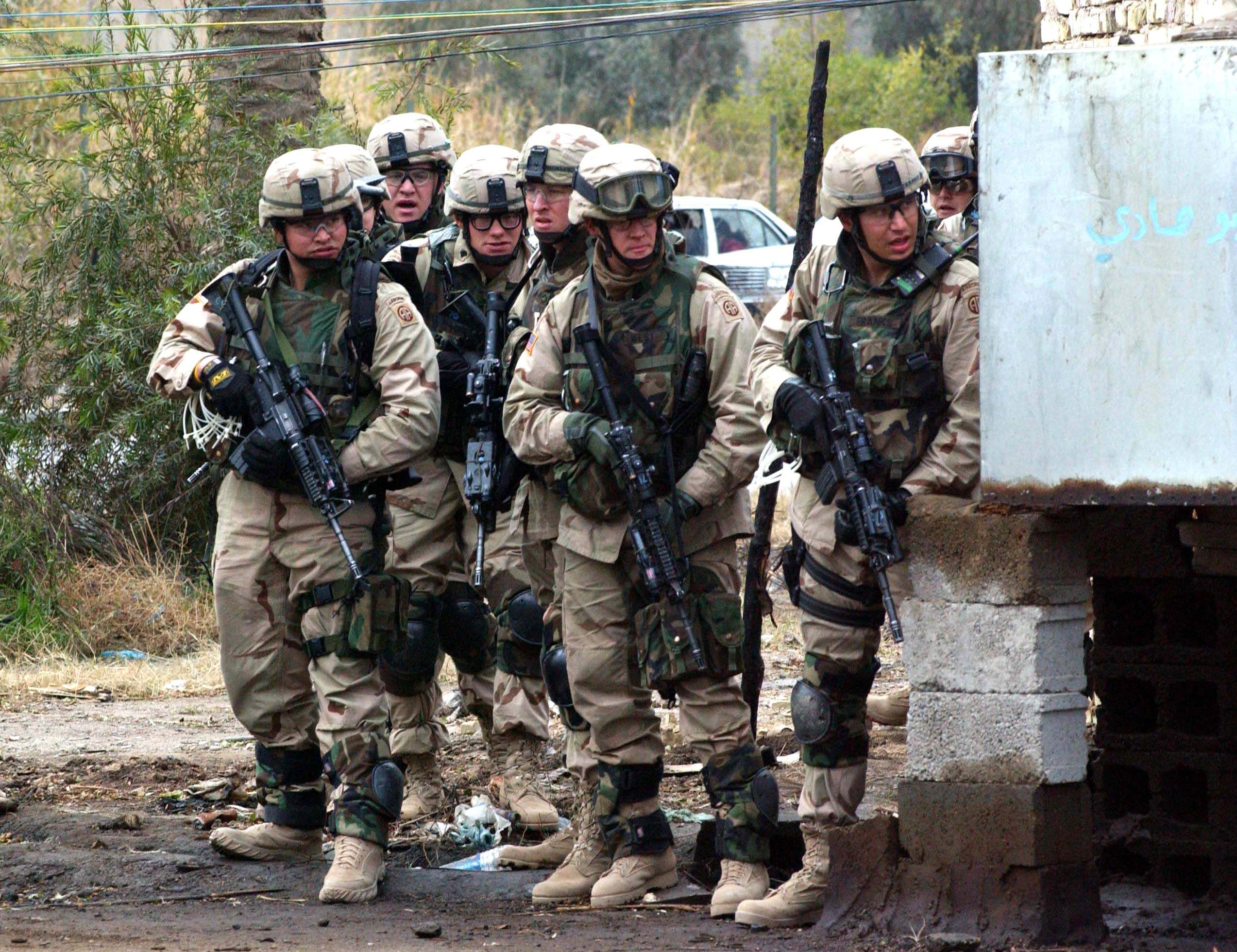
Soldaten des 325. Fallschirmjägerregiments der 82. US-Luftlandedivision in Bagdad

Die 82. Division kehrte am 3. Januar 1946 in die Vereinigten Staaten zurück und führte am 12. Januar eine große Siegesparade in New York City an. Sie wurde nicht wieder aufgelöst, sondern am 15. November 1948 zu einer regulären Division der US-Armee ernannt.
Am Koreakrieg nahm die Division nicht teil, da sowohl Präsident Truman als auch Präsident Eisenhower es für besser hielten, sie für den Fall einer sowjetischen Invasion irgendwo auf der Welt als strategische Reserve zur Verfügung zu haben.
In den 1950er und 1960er Jahren führte sie daher intensive Trainingsprogramme in unterschiedlichen Umgebungen und an verschiedenen Orten durch, darunter Alaska, Panama, Fernost und die Vereinigten Staaten.
Weitere Einsätze der Luftlandedivision:
- Vietnam
- Operation Urgent Fury, Grenada
- Operation Golden Pheasant, Honduras 1988
- Operation Just Cause, Panama
- Zweiter Golfkrieg, Befreiung Kuwaits (1991)
- Jugoslawien bzw. Kosovo

Nach den Terroranschlägen am 11. September 2001 war der Verband im Rahmen des Kriegs gegen den Terror bei einer Vielzahl von Einsätzen bei der Operation Enduring Freedom in Afghanistan und der Operation Iraqi Freedom im Irak. Bei dem Einsatz im Irak gerieten einige Soldaten der Division unter den Vorwurf, auf unbewaffnete Zivilisten geschossen und durch diese Verletzung der Genfer Konventionen das Ansehen der USA beschädigt zu haben. Im Jahr 2007 war die Division mit der tragenden amerikanischen Rolle während der „Operation Achilles“ beauftragt. Dieses militärische Unternehmen hatte die Verdrängung der Taliban aus den südlichen Provinzen Afghanistans zum Ziel.  im Jahr 2010 waren Soldaten der 82. Airborne beim Erdbeben in Haiti 2010 eingesetzt worden. Der Name Operation Inherent Resolve steht für eine Militärmission in Syrien und im Irak, an der auch Soldaten der 82. Airborne teilnahmen.
Von Juni 2017 bis März 2020 waren Soldaten der 82. Airborne mit einer Unterbrechung von etwa 15 Monaten bei der Operation Freedom’s Sentinel eingesetzt worden.
Mitte August 2021 wurden Soldaten der 82. Airborne zur Sicherung des Kabuler Flughafens eingesetzt.
Kurz vor dem russischen Überfall auf die Ukraine haben die USA 4700 Soldaten der 82. Luftlandedivision in das polnische Rzeszow verlegt.

## Organisation 2024

Organigramm der 82. US-Luftlandedivision seit Juli 2024 (Militärisches Symbol)

Die Kampfbrigaden unterteilen sich in drei verschiedene standardisierte und immer jeweils identisch ausgerüstete Typen, die Heavy Brigade Combat Teams (HBCT) (schwere Kampfbrigade), die Infantry Brigade Combat Teams (IBCT) und die Stryker Brigade Combat Teams (SBCT). Die Kampfeinheiten der 82nd Airborne bestehen aus drei Infantry Brigade Combat Teams (IBCT) (Airborne), einer Heeresfliegerbrigade, einer Unterstützungsbrigade, der Divisionsartillerie und einem Stabsbataillon.
 82nd Airborne Division Units:
- Divisionsstabsbataillon
  - 82. Stab und Stabskompanie
  - Stabsoperationskompanie (Kompanie A)
  - Militärische Aufklärungs- und Unterstützungskompanie (Kompanie B)
  - Divisionsfernmeldekompanie (Kompanie C)
  - Kompanie „Gainey“ (provisorisch) [Neue Technologien]
  - Musikkorps der 82. US-Luftlandedivision
- 1. Brigade Devil Brigade
  - Hauptquartier und Hauptquartierkompanie
  - 3. Bataillon, 73. Panzerregiment
  - 2. Bataillon, 501. Fallschirmjägerregiment
  - 1. Bataillon, 504. Fallschirmjägerregiment
  - 2. Bataillon, 504. Fallschirmjägerregiment
  - 127. Brigadepionierbataillon
- 2. Brigade Falcon Brigade
  - Hauptquartier und Hauptquartierkompanie
  - 1. Bataillon, 325. Luftlandeinfanterieregiment
  - 2. Bataillon, 325. Luftlandeinfanterieregiment
  - 2. Bataillon, 508. Fallschirmjägerregiment
  - 37. Brigadepionierbataillon
- 3. Brigade Panther Brigade
  - Hauptquartier und Hauptquartierkompanie
  - 1. Bataillon, 505. Fallschirmjägerregiment
  - 2. Bataillon, 505. Fallschirmjägerregiment
  - 1. Bataillon, 508. Fallschirmjägerregiment
  - 307. Brigadepionierbataillon
- 82nd Airborne Division Artillery (82. Luftlandedivisionsartillerie)
  - Hauptquartier und Hauptquartierkompanie
  - 1. Bataillon, 319. Luftlandeartillerieregiment
  - 2. Bataillon, 319. Luftlandeartillerieregiment
  - 3. Bataillon, 319. Luftlandeartillerieregiment
- 82. Heeresflieger Brigade
  - Hauptquartier und Hauptquartierkompanie
  - 1. Eskadron, 17. Kavallerieregiment (Angriff und Aufklärung mit AH-64E Apache Guardian)
  - 1. Bataillon, 82. Heeresfliegerregiment (Angriff mit AH-64E Apache Guardian)
  - 2. Bataillon, 82. Heeresfliegerregiment (Angriff mit UH-60M Black Hawk)
  - 3. Bataillon, 82. Heeresfliegerregiment (Allgemeine Unterstützung mit CH-47F Chinook und UH-60 Black Hawk)
  - Kompanie D, 82. Heeresfliegerregiment (MQ-1C Gray Eagle)
  - 122. Heeresfliegerunterstützungsbataillon
- 82. Unterstützungsbrigade
  - Spezialtruppenbataillon
  - 82. Brigadeunterstützungsbataillon
  - 189. Kampfunterstützungsbataillon
  - 307. Brigadeunterstützungsbataillon
  - 407. Brigadeunterstützungsbataillon

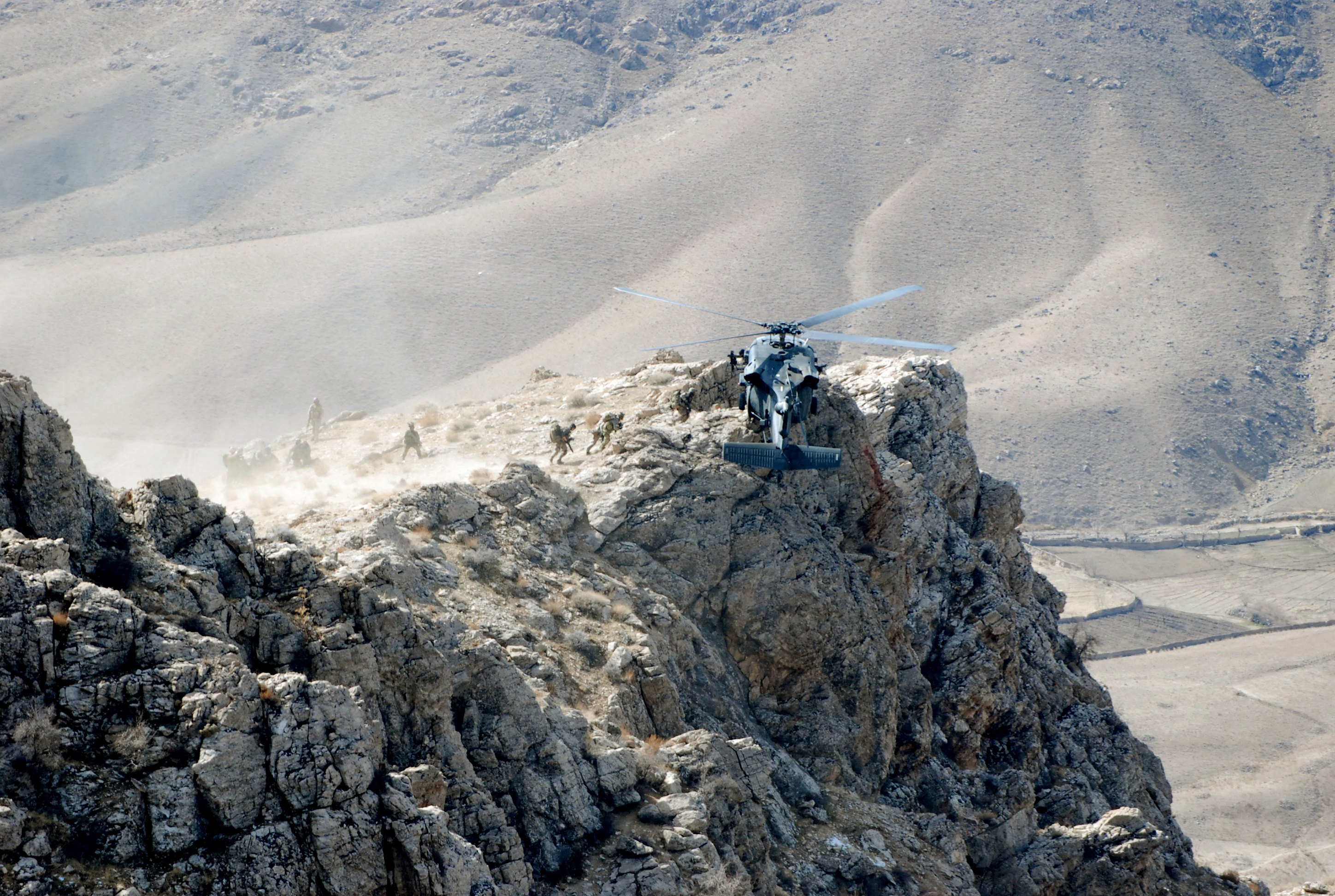
Soldaten der Special Forces und ein UH-60 Hubschrauber des 82. Heeresfliegerregiments in der Provinz Zabul in Afghanistan (2010)

## Kommandeure
| Name                       | Beginn der Berufung | Ende der Berufung  |
| -------------------------- | ------------------- | ------------------ |
| MG J. Patrick Work         | 17. Nov 2023        |                    |
| MG Christopher LaNeve      | 10. März 2022       | 17. Nov 2023       |
| MG Christopher T. Donahue  | 10. Juli 2020       | 10. März 2022      |
| MG James J. Mingus         | 2. August 2018      | 10. Juli 2020      |
| MG Michael Kurilla         | 2. August 2016      | 2. August 2018     |
| MG Richard D. Clarke       | 7. Oktober 2014     | 2. August 2016     |
| MG John W. Nicholson Jr.   | 5. Oktober 2012     | 7. Oktober 2014    |
| MG James L. Huggins        | 5. August 2010      | 5. Oktober 2012    |
| MG Curtis M. Scaparrotti   | 21. Juli 2008       | 5. August 2010     |
| MG David M. Rodriguez      | 7. April 2006       | 21. Juli 2008      |
| MG William B. Caldwell IV  | 27. Mai 2004        | 7. April 2006      |
| MG Charles H. Swannack Jr. | Oktober 2002        | 27. Mai 2004       |
| MG John R. Vines           | August 2000         | Oktober 2002       |
| MG Dan K. McNeill          | 31. Juli 1998       | 19. Juni 2000      |
| MG Joseph K. Kellogg, Jr.  | 27. November 1996   | 31. Juli 1998      |
| MG George A. Crocker       | 10. März 1995       | 27. November 1996  |
| MG William M. Steele       | 21. Mai 1993        | 10. März 1995      |
| MG Henry H. Shelton        | 29. Mai 1991        | 21. Mai 1993       |
| MG James H. Johnson Jr.    | 11. Oktober 1988    | 29. Mai 1991       |
| MG Carl W. Stiner          | 5. Januar 1987      | 11. Oktober 1988   |
| BG Raphael J. Hallada      | 10. Oktober 1986    | 5. Januar 1987     |
| MG John W. Foss            | 10. Januar 1986     | 10. Oktober 1986   |
| MG Bobby B. Porter         | 19. Juni 1985       | 10. Januar 1986    |
| MG Edward Trobaugh         | 24. Juni 1983       | 19. Juni 1985      |
| MG James J. Lindsay        | 6. Februar 1981     | 24. Juni 1983      |
| MG Guy S. Meloy III        | 1. Dezember 1978    | 6. Februar 1981    |
| MG Roscoe Robinson         | 11. Oktober 1976    | 1. Dezember 1978   |
| MG Thomas Tackaberry       | 8. Oktober 1974     | 11. Oktober 1976   |
| MG Frederick J. Kroesen    | 17. Juli 1972       | 7. Oktober 1974    |
| MG George S. Blanchard     | 15. Juli 1970       | 16. Juli 1972      |
| MG John R. Deane Jr.       | 14. Oktober 1968    | 14. Juli 1970      |
| MG Richard J. Seitz        | 15. April 1967      | 12. Oktober 1968   |
| MG Joe S. Lawrie           | 2. August 1965      | 14. April 1967     |
| MG Robert H. York          | 24. Februar 1964    | 15. Juli 1965      |
| MG John L. Throckmorton    | 7. Juli 1962        | 1. Februar 1964    |
| MG Theodore J. Conway      | 22. April 1961      | 6. Juli 1962       |
| MG Dwight E. Beach         | 1. Juli 1959        | 21. April 1961     |
| MG Hamilton H. Howze       | 2. Januar 1958      | 13. Juni 1959      |
| MG John W. Bowen           | 14. September 1956  | 27. Dezember 1957  |
| MG Thomas Trapnell         | 5. Juli 1955        | 13. September 1956 |
| MG Francis William Farrell | 6. Oktober 1953     | 4. Juli 1955       |
| MG Gerald J. Higgins       | 20. September 1952  | 14. September 1953 |
| MG Charles D. W. Canham    | 1. Februar 1952     | 19. September 1952 |
| MG Thomas F. Hickey        | 16. Oktober 1950    | 31. Januar 1952    |
| MG Williston B. Palmer     | 1. November 1949    | 15. Oktober 1950   |
| MG Ridgely Gaither         | 19. Juli 1949       | 31. Oktober 1949   |
| MG Clovis E. Byers         | 27. März 1948       | 18. Juli 1949      |
| MG James M. Gavin          | 28. August 1944     | 26. März 1948      |
| MG Matthew B. Ridgway      | 26. Juni 1942       | 27. August 1944    |
| MG Omar N. Bradley         | 23. März 1942       | 25. Juni 1942      |
| Einheit inaktive           | 27. Mai 1919        | 23. März 1942      |
| MG George B. Duncan        | 4. Oktober 1918     | 21. Mai 1919       |
| BG William P. Burnham      | 27. Dezember 1917   | 3. Oktober 1918    |
| BG James Brailsford Erwin  | 24. November 1917   | 16. Dezember 1917  |
| MG Eben Swift              | 25. August 1917     | 23. November 1917  |

## Film
Die Division spielt in der britischen Filmkomödie Wasser eine Rolle, in der sie die fiktive Karibikinsel Cascara besetzt, um eine kommunistische Revolution wie auf Kuba 1959 zu verhindern.

## Verweise